# كهف كانابرافا
كهف كانابرافا هو كهف من الحجر الجيري يبلغ طوله 5.500 متر (18.000 قدم) ويقع بالقرب من بلدية سانتانا في ولاية باهيا بالبرازيل.

## وصلات خارجية
- Base de Dados do Ministerio do Meio Hambiente Governo Federal - ICMBIO Official Website